# Bean Station
Bean Station es una ciudad ubicada en el condado de Grainger en el estado estadounidense de Tennessee. En el Censo de 2010 tenía una población de 2826 habitantes y una densidad poblacional de 202,55 personas por km².

## Geografía
Bean Station se encuentra ubicada en las coordenadas 36°20′19″N 83°17′19″O / 36.33861, -83.28861. Según la Oficina del Censo de los Estados Unidos, Bean Station tiene una superficie total de 13.95 km², de la cual 13.95 km² corresponden a tierra firme y (0.02%) 0 km² es agua.

## Demografía

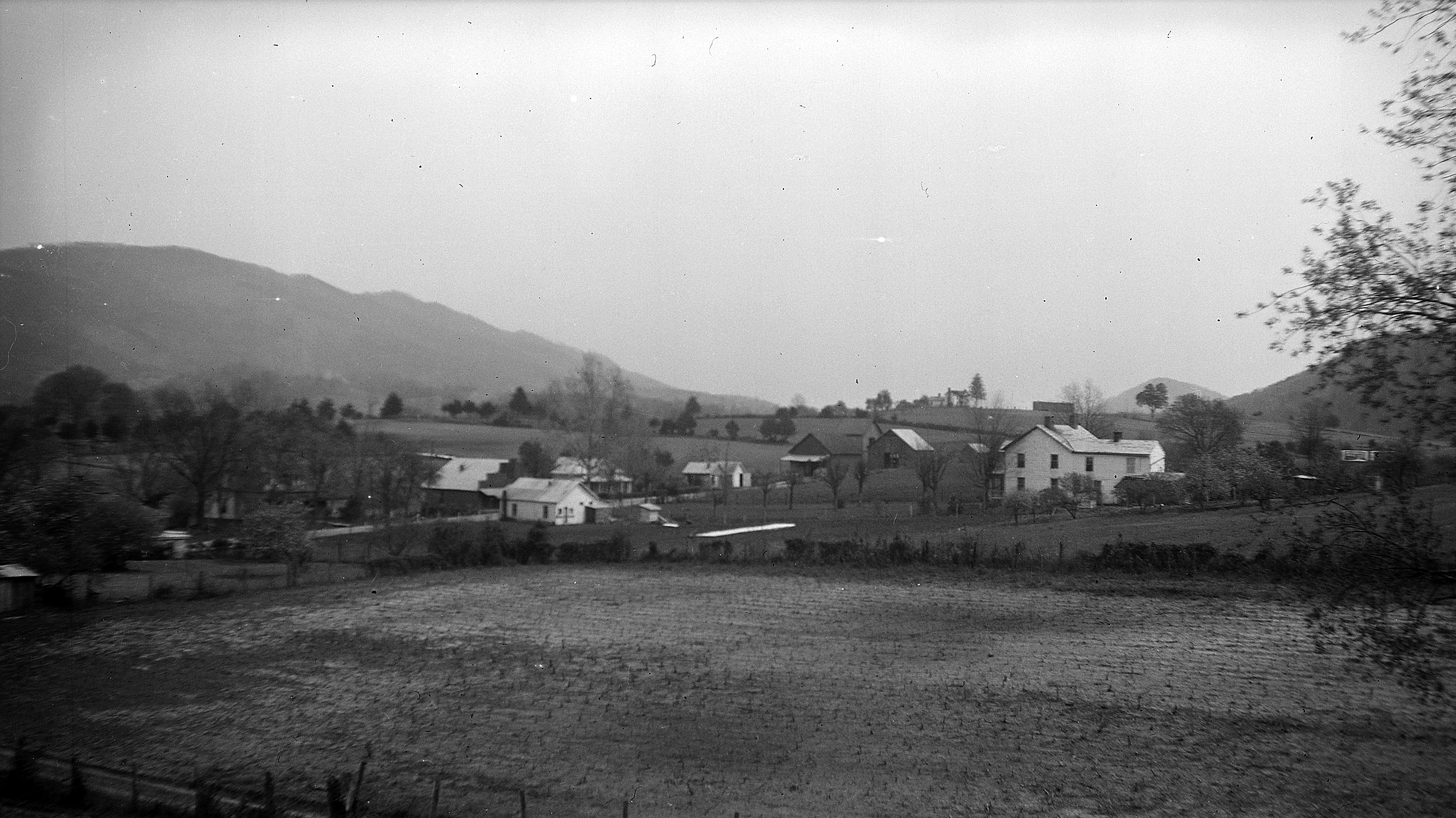
Bean Station, 1938

Según el censo de 2010, había 2826 personas residiendo en Bean Station. La densidad de población era de 202,55 hab./km². De los 2826 habitantes, Bean Station estaba compuesto por el 0.1% blancos, el 0.64% eran afroamericanos, el 0.46% eran amerindios, el 0.07% eran asiáticos, el 0.04% eran isleños del Pacífico, el 1.31% eran de otras razas y el 0.71% pertenecían a dos o más razas. Del total de la población el 2.3% eran hispanos o latinos de cualquier raza.